# Pustula obtusata
Espèce
Pustula obtusata est une espèce d'oomycètes phytopathogènes  de la famille des Albuginaceae.
Ce pseudo-champignon, parasite obligatoire, est responsable de maladies cryptogamiques, notamment chez les plantes de la famille des Asteraceae (Composées), comme la rouille blanche des composées.

## Taxinomie
Une étude récente (2012), considérant une reconstruction phylogénique antérieure et les caractéristiques d'ornementation des oospores a renommé cet organisme spécifique du salsifis (Tragopogon), Pustula obtusata en lieu et place de  Pustula tragopogonis (syn. Albugo tragopogonis), tandis que l'organisme spécifique du tournesol est reclassé dans une nouvelle espèce, Pustula helianthicola.

## Synonymes
Selon Catalogue of Life (30 novembre 2015) :
- Albugo tragopogonis (Pers.) Gray 1821,
- Albugo tragopogonis var. cirsii Cif. & Biga 1955,
- Albugo tragopogonis var. inulae Cif. & Biga 1955,
- Albugo tragopogonis var. pyrethri Cif. & Biga 1955,
- Albugo tragopogonis var. tragopogonis (Pers.) Gray 1821,
- Albugo tragopogonis var. xeranthemi-annui (Savul. & Rayss) Biga 1955,
- Cystopus cubicus de Bary 1863,
- Cystopus tragopogonis (Pers.) J. Schröt. 1886,
- Cystopus tragopogonis f. tragopogonis (Pers.) J. Schröt. 1886,
- Cystopus tragopogonis f. xeranthemi-annui Savul. & Rayss 1930,
- Pustula tragopogonis (Pers.) Thines 2005,
- Uredo tragopogonis DC. 1805,
- Uredo tragopogonis Pers. 1797,
- Uredo tragopogonis Schumach. 1803,
- Ustilago tragopogonis (Pers.) J. Schröt. 1887.